# Gavino De Lunas
Gavino De Lunas, pseudonimo di Gavino Luna (Padria, 11 aprile 1895 – Roma, 24 marzo 1944), è stato un cantautore e chitarrista italiano, esponente del canto sardo a chitarra, martire delle Fosse ardeatine.

## Biografia
Gavino Luna, in arte Gavino De Lunas, nasce a Padria l'11 aprile del 1895 da Pietro Luna, di professione sarto, e Maria Maddalena Are, casalinga.
Dopo aver frequentato la scuola prima a Padria e poi nel vicino centro di Pozzomaggiore, nel 1914, all'età di diciannove anni, si arruola soldato volontario ordinario nel 46º Reggimento fanteria "Reggio". 
Combatté nella prima guerra mondiale, durante la quale a Sasso di Stria nel giugno del 1915 fu ferito ad una gamba. 
Dopo la guerra, il 4 maggio 1918 si sposa con Maria G. F. De Gioannis, dalla quale ebbe una figlia, rimasto vedovo, il 29 luglio 1920 si risposò con Antoniangela Attene, da cui ebbe tre figlie.
Entrato come impiegato alle Poste e Telegrafi di Cagliari, nel 1933 rifiutò di tesserarsi al Partito Nazionale Fascista e per questo fu trasferito a L'Aquila.
Durante il terremoto del 26 settembre si distinse per il particolare impegno e fu premiato con il trasferimento nel 1935 alle poste centrali di Roma.
Aderì alla Repubblica Sociale Italiana e si arruolò come ufficiale nel Battaglione Volontari di Sardegna - Giovanni Maria Angioy, reparto composto interamente da volontari sardi; entrò però ben presto in contatto con le formazioni clandestine del Partito d'Azione e collaborò con la Resistenza in azioni di sabotaggio. Tradito da una spia, fu arrestato dalle SS il 26 febbraio 1944. Condotto alle Fosse Ardeatine fu fucilato il 24 marzo.

## Carriera artistica
Il suo interessamento per il canto sardo risale agli anni '10 quando cominciò a comporre ed a cantare, accompagnato dalla sua chitarra.
Nel 1930 firmò il suo primo contratto discografico ed incise alcuni dischi a 78 giri con la casa discografica “Società Anonima del Grammofono” di Milano. Nelle sue interpretazioni fu spesso accompagnato dalla chitarra di Nicolino Cabitza, dalla fisarmonica di Pietro Porcu, dalle launeddas di Efisio Melis e dalla voce di Maria Rosa Punzirudu.
Come compositore ha lasciato 21 canzoni per canto a chitarra, scritte tra il 1918 e il 1941, raccolte con il titolo Teatru Sardu: Poesias ineditas pro cantu de chitarra. È considerato uno dei più validi cantadores a chiterra della tradizione logudorese, e le sue esecuzioni sono state raccolte in un CD a cura dell'amministrazione comunale di Padria.